# Goldene Kamera 1992
Die Verleihung der Goldenen Kamera 1992 fand am 17. Februar 1993 im Deutschen Theater in Berlin statt. Es war die 28. Verleihung dieser Auszeichnung. Das Publikum wurde durch Günter Wille, den Vorstandsvorsitzenden des Axel-Springer-Verlages, begrüßt. Die Verleihung der Preise sowie die Moderation übernahm Thomas Gottschalk. An der Veranstaltung nahmen etwa 1000 Gäste teil. Die Verleihung wurde am 20. Februar 1993 um 22:20 Uhr in der ARD übertragen. Die Leser wählten in der Kategorie Beliebteste Serie ihren Favoriten.

## Preisträger

### Schauspieler
- Armin Mueller-Stahl – Hautnah und Utz

### Bester Moderator
- Justus Frantz – Achtung, Klassik!
- Jürgen von der Lippe – Geld oder Liebe

### Beste Moderatorin
- Linda de Mol – Traumhochzeit
- Margarethe Schreinemakers – Schreinemakers Live

### Beste Nachwuchsschauspielerin
- Susanna Wellenbrink – Mutter mit 16 (Lilli-Palmer-Gedächtniskamera)

### Beliebteste Serie
- Forsthaus Falkenau (1. Platz der Hörzu-Leserwahl)

### Spitzensportlerin bei denParalympics 1992
- Britta Siegers (Schwimmerin)

### Auszeichnungen für internationale Gäste

#### Schauspielerin
- Vanessa Redgrave – Wiedersehen in Howards End und Die junge Katharina
- Glenn Close – Eine verhängnisvolle Affäre und Gefährliche Liebschaften

#### Beste Pop-Musik
- Rod Stewart

#### Naturfilmer
- David Attenborough – Entwicklung des Lebens auf unserer Erde (Spiele des Lebens)

## Sonstiges
- Es war die erste Verleihung im Osten Berlins.

## Weblink
- Goldene Kamera 1993 – 28. Verleihung